# Magyar férfi kézilabda-bajnokság (első osztály)
A Magyar férfi kézilabda-bajnokságot 1951-től rendezik kisméretű pályákon. Ebben az időben még főként a szabadban játszották a mérkőzéseket megfelelő sportcsarnokok hiányában, de amint kiépült a megfelelő infrastruktúra, a csapatok már kizárólag teremben vívják mérkőzéseiket. A bajnokság megszervezését és lebonyolítását a Magyar Kézilabda Szövetség intézi. A legsikeresebb klub a One Veszprém KC, amely huszonkilenc alkalommal hódította el a bajnoki címet.

## Jelenlegi résztvevők
| Csapat                     | Székhely          | Aréna                                       | Befogadóképesség |
| -------------------------- | ----------------- | ------------------------------------------- | ---------------- |
| Balatonfüredi KSE          | Balatonfüred      | Balatonfüredi Szabadidőközpont              | 0712             |
| Budakalász KC              | Budakalász        | Budakalászi Sportcsarnok                    | 0400             |
| Csurgói KK                 | Csurgó            | Sótonyi László Sportcsarnok                 | 1200             |
| Dabas VSE KC               | Dabas             | OBO Aréna                                   | 1920             |
| QHB-Eger                   | Eger              | Kemény Ferenc Sportcsarnok                  | 0885             |
| Ferencvárosi TC            | Budapest, IX. ker | Elek Gyula Aréna                            | 1300             |
| Gyöngyösi KK               | Gyöngyös          | Dr. Fejes András Sportcsarnok               | 1500             |
| Komlói BSK                 | Komló             | Komlói Sportközpont                         | 0800             |
| Nemzeti Kézilabda Akadémia | Balatonboglár     | NEKA csarnok                                | 0678             |
| OTP Bank-Pick Szeged       | Szeged            | Pick Aréna                                  | 8143             |
| PLER KC                    | Budapest          | Budapest Airport Aréna                      | 1000             |
| MOL-Tatabánya KC           | Tatabánya         | Tatabányai Multifunkcionális Sportcsarnok   | 6200             |
| Fejér B.Á.L.-Veszprém      | Veszprém          | Veszprém Aréna Március 15. úti Sportcsarnok | 5096 2200        |
| One Veszprém KC            | Veszprém          | Veszprém Aréna                              | 5096             |

## Lebonyolítási rendszer
A magyar bajnokság első osztálya alapszakaszból és a bajnoki döntőből áll. Az alapszakaszban mind a 14 csapat részt vesz, körmérkőzéses rendszerben minden csapat játszik egy mérkőzést minden csapattal hazai pályán és idegenben is. Győzelemért 2, döntetlenért 1 pont jár. Az így kialakult alapszakaszbeli végeredmény első két helyezettje játssza a bajnoki döntőt, melyben két győzelmet kell szerezni. A bajnoki döntő első mérkőzését az alapszakasz első helyezettjének otthonában rendezik.

## Az eddigi érmesek
1928-tól rendeztek nagypályán magyar bajnokságot. 1933-ig a Budapesti Labdarúgó Alszövetség, utána a megalakuló kézilabda szövetség írta ki a bajnokságokat. Az 1950-es években egyre kevésbé volt népszerű a nagypályás változat a kispályás mellett, ezért 1959 után már nem írtak ki több bajnokságot. Az 1956-os bajnokság félbeszakadt.
| Szezon  | 1. hely                  | 2. hely                  | 3. hely                |
| ------- | ------------------------ | ------------------------ | ---------------------- |
| 1928    | Vívó és Atlétikai Club   | VI. ker. TK              | Elektromos TE          |
| 1928–29 | Belvárosi TVK            | Elektromos TE            | Vívó és Atlétikai Club |
| 1929–30 | Elektromos TE            | Belvárosi TVK            | Újpesti TE             |
| 1930–31 | Újpesti TE               | Belvárosi TVK            | Elektromos TE          |
| 1931–32 | Elektromos TE            | Újpesti TE               | Vívó és Atlétikai Club |
| 1932–33 | Elektromos TE            | Újpesti TE               | MAFC                   |
| 1933–34 | Vívó és Atlétikai Club   | Elektromos TE            | MAFC                   |
| 1934–35 | Elektromos TE            | Újpesti TE               | Vívó és Atlétikai Club |
| 1935–36 | Újpesti TE               | Elektromos TE            | Vívó és Atlétikai Club |
| 1936–37 | Elektromos TE            | Újpesti TE               | MAFC                   |
| 1937–38 | Újpesti TE               | MAFC                     | Elektromos TE          |
| 1938–39 | MAFC                     | VII. ker. Levente Egylet | Újpesti TE             |
| 1939–40 | Elektromos TE            | MAFC                     | Újpesti TE             |
| 1940    | Elektromos TE            | BSzKRt SE                | Budapesti TC           |
| 1941    | Elektromos TE            | MAFC                     | BSzKRt SE              |
| 1942    | VII. ker. Levente Egylet | MAFC                     | BSzKRt SE              |
| 1943    | VII. ker. Levente Egylet | MAFC                     | Elektromos TE          |
| 1944    | MAFC                     | VII. ker. Levente Egylet | Csepeli GYTK           |
| 1945–46 | Munkás TE                | Ferencvárosi Barátság    | MAFC                   |
| 1946–47 | Munkás TE                | MAFC                     | Csepeli MTK            |
| 1947–48 | Munkás TE                | Újpesti TE               | Csepeli MTK            |
| 1948–49 | Újpesti TE               | Munkás TE                | Csepeli MTK            |
| 1949    | Munkás TE                | Újpesti TE               | KAOE                   |
| 1950    | Csepeli Vasas            | Bp. Dózsa                | Bp. Vörös Meteor       |
| 1951    | VM Közért                | Bp. Honvéd               | Csepeli Vasas          |
| 1952    | Bp. Honvéd               | Bp. Dózsa                | Bp. Vörös Meteor       |
| 1953    | Csepeli Vasas            | Bp. Dózsa                | Bp. Honvéd             |
| 1954    | Bp. Dózsa                | Bp. Vörös Lobogó         | Bp. Vasas              |
| 1955    | Bp. Vasas                | Csepeli Vasas            | Bp. Dózsa              |
| 1957    | Újpesti Dózsa            | Csepel SC                | Vasas SC               |
| 1958    | Újpesti Dózsa            | Vasas SC                 | Csepel SC              |
| 1959    | Csepel SC                | Újpesti Dózsa            | Vasas SC               |

1951-től rendeznek kispályán magyar bajnokságot. 1956-ban a bajnokság befejezése (október 21.) után óvás volt, melyet nem lehetett már tárgyalni, ezért utólag érvénytelenítették a bajnokságot.
| Szezon  | 1. hely                                           | 2. hely                                           | 3. hely                                           |
| ------- | ------------------------------------------------- | ------------------------------------------------- | ------------------------------------------------- |
| 1951    | VM Közért                                         | Csepeli Vasas                                     | VL Kistext                                        |
| 1952    | Bp. Honvéd                                        | Bp. Dózsa                                         | VL Kistext                                        |
| 1953    | Bp. Dózsa                                         | Bp. Vörös Meteor                                  | TF Haladás                                        |
| 1954    | Bp. Vörös Meteor                                  | Bp. Dózsa                                         | Vasas Elektromos                                  |
| 1955    | Bp. Vörös Meteor                                  | Bp. Kinizsi                                       | Építők Metró                                      |
| 1956    | Bp. Vörös Meteor                                  | Bp. Kinizsi                                       | Építők Metró                                      |
| 1957    | Bp. Vörös Meteor                                  | Ferencvárosi TC                                   | Testnevelési Főiskola SE                          |
| 1958    | Újpesti Dózsa                                     | Bp. Vörös Meteor                                  | Ferencvárosi TC                                   |
| 1959    | Bp. Spartacus                                     | Bp. Honvéd                                        | Bp. Vörös Meteor                                  |
| 1960    | Bp. Spartacus                                     | Újpesti Dózsa                                     | Győri Vasas ETO                                   |
| 1961    | Bp. Spartacus                                     | Győri Vasas ETO                                   | Újpesti Dózsa                                     |
| 1962    | Bp. Spartacus                                     | Bp. Honvéd                                        | Ferencvárosi TC                                   |
| 1963    | Bp. Honvéd                                        | Bp. Spartacus                                     | Győri Vasas ETO                                   |
| 1964    | Bp. Honvéd                                        | Bp. Spartacus                                     | Martfűi MSE                                       |
| 1965    | Bp. Honvéd                                        | Bp. Spartacus                                     | Győri Textiles                                    |
| 1966    | Bp. Honvéd                                        | Győri Textiles                                    | Bp. Spartacus                                     |
| 1967    | Bp. Honvéd                                        | Bp. Spartacus                                     | Győri Textiles                                    |
| 1968    | Bp. Honvéd                                        | Elektromos SE                                     | Bp. Vörös Meteor                                  |
| 1969    | Elektromos SE                                     | Bp. Honvéd                                        | Csepel SC                                         |
| 1970    | Elektromos SE                                     | Bp. Honvéd                                        | Vasas SC                                          |
| 1971    | Elektromos SE                                     | Bp. Honvéd                                        | Bp. Spartacus                                     |
| 1972    | Bp. Honvéd                                        | Bp. Spartacus                                     | Elektromos SE                                     |
| 1973    | Bp. Spartacus                                     | Rába ETO                                          | Bp. Honvéd                                        |
| 1974    | Tatabányai Bányász                                | Elektromos SE                                     | Bp. Spartacus                                     |
| 1975    | Debreceni Dózsa                                   | Bp. Honvéd                                        | Bp. Spartacus                                     |
| 1976    | Bp. Honvéd                                        | Tatabányai Bányász                                | Honvéd Szondi SE                                  |
| 1977    | Bp. Honvéd                                        | Tatabányai Bányász                                | Debreceni Dózsa                                   |
| 1978    | Tatabányai Bányász                                | Debreceni Dózsa                                   | Bp. Honvéd                                        |
| 1979    | Tatabányai Bányász                                | Elektromos SE                                     | Szegedi Volán                                     |
| 1980    | Bp. Honvéd                                        | Ferencvárosi TC                                   | Elektromos SE                                     |
| 1981    | Bp. Honvéd                                        | Veszprémi ÁÉV SC                                  | Tatabányai Bányász                                |
| 1982    | Bp. Honvéd                                        | Tatabányai Bányász                                | Veszprémi Építők                                  |
| 1983    | Bp. Honvéd                                        | Veszprémi Építők                                  | Szegedi Volán                                     |
| 1984    | Tatabányai Bányász                                | Bp. Honvéd                                        | Veszprémi Építők                                  |
| 1985    | Veszprémi Építők                                  | Szegedi Volán                                     | Rába ETO                                          |
| 1986    | Veszprémi Építők                                  | Rába ETO                                          | Tisza Volán                                       |
| 1987    | Rába ETO                                          | Veszprémi ÁÉV-Bramac SE                           | Bp. Honvéd                                        |
| 1988–89 | Rába ETO                                          | Veszprémi ÁÉV-Bramac SE                           | Debreceni Dózsa                                   |
| 1989–90 | Rába ETO                                          | Veszprémi ÁÉV-Bramac SE                           | Tisza Volán                                       |
| 1990–91 | Elektromos SE                                     | Bramac SE                                         | Pemü-Honvéd SE                                    |
| 1991–92 | Bramac Veszprémi SE                               | Elektromos SE                                     | Győri Rába ETO                                    |
| 1992–93 | Fotex Veszprémi SE                                | Elektromos SE                                     | Pick Szeged                                       |
| 1993–94 | Fotex Veszprémi SE                                | Pick Szeged                                       | Elektromos SE                                     |
| 1994–95 | Fotex Veszprémi SE                                | Elektromos SE                                     | Pick Szeged                                       |
| 1995–96 | Pick Szeged                                       | Fotex Veszprémi SE                                | Elektromos SE                                     |
| 1996–97 | Fotex KC Veszprém                                 | Dunaferr SE                                       | Pick Szeged                                       |
| 1997–98 | Fotex KC Veszprém                                 | Dunaferr SE                                       | Pick Szeged                                       |
| 1998–99 | Fotex KC Veszprém                                 | Dunaferr SE                                       | Pick Szeged                                       |
| 1999–00 | Dunaferr SE                                       | Fotex KC Veszprém                                 | Pick Szeged                                       |
| 2000–01 | Fotex KC Veszprém                                 | Dunaferr SE                                       | Pick Szeged                                       |
| 2001–02 | Fotex KC Veszprém                                 | Pick Szeged                                       | Dunaferr SE                                       |
| 2002–03 | Fotex KC Veszprém                                 | Pick Szeged                                       | Dunaferr SE                                       |
| 2003–04 | Fotex KC Veszprém                                 | Pick Szeged                                       | Dunaferr SE                                       |
| 2004–05 | Fotex KC Veszprém                                 | Pick Szeged                                       | Dunaferr SE                                       |
| 2005–06 | MKB Veszprém KC                                   | Pick Szeged                                       | Dunaferr SE                                       |
| 2006–07 | Pick Szeged                                       | MKB Veszprém KC                                   | Dunaferr SE                                       |
| 2007–08 | MKB Veszprém KC                                   | Pick Szeged                                       | Dunaferr SE                                       |
| 2008–09 | MKB Veszprém KC                                   | Pick Szeged                                       | Dunaferr SE                                       |
| 2009–10 | MKB Veszprém KC                                   | Pick Szeged                                       | Tatabánya Carbonex KC                             |
| 2010–11 | MKB Veszprém KC                                   | Pick Szeged                                       | Celebi-Ferencvárosi TC                            |
| 2011–12 | MKB Veszprém KC                                   | Pick Szeged                                       | Balatonfüredi KSE                                 |
| 2012–13 | MKB Veszprém KC                                   | Pick Szeged                                       | Csurgói KK                                        |
| 2013–14 | MKB-MVM Veszprém KC                               | Pick Szeged                                       | Balatonfüredi KSE                                 |
| 2014–15 | MKB-MVM Veszprém KC                               | MOL-Pick Szeged                                   | Grundfos Tatabánya KC                             |
| 2015–16 | MVM Veszprém KC                                   | MOL-Pick Szeged                                   | Grundfos Tatabánya KC                             |
| 2016–17 | Telekom Veszprém KC                               | MOL-Pick Szeged                                   | Grundfos Tatabánya KC                             |
| 2017–18 | MOL-Pick Szeged                                   | Telekom Veszprém KC                               | Grundfos Tatabánya KC                             |
| 2018–19 | Telekom Veszprém KC                               | MOL-Pick Szeged                                   | Grundfos Tatabánya KC                             |
| 2019–20 | A koronavírus-járvány miatt nem avattak bajnokot. | A koronavírus-járvány miatt nem avattak bajnokot. | A koronavírus-járvány miatt nem avattak bajnokot. |
| 2020–21 | MOL-Pick Szeged                                   | Telekom Veszprém KC                               | Grundfos Tatabánya KC                             |
| 2021–22 | Pick Szeged                                       | Telekom Veszprém KC                               | Balatonfüredi KSE                                 |
| 2022–23 | Telekom Veszprém KC                               | OTP Bank-Pick Szeged                              | MOL-Tatabánya KC                                  |
| 2023–24 | Telekom Veszprém KC                               | OTP Bank-Pick Szeged                              | MOL-Tatabánya KC                                  |
| 2024–25 | One Veszprém KC                                   | OTP Bank-Pick Szeged                              | Ferencvárosi TC-Green Collect                     |